# 云门街道
云门街道，是中华人民共和国重庆市合川区下辖的一个乡镇级行政单位。因辖区云门山而得名，位于合川区东北部，距合川城区9公里。既是新中国第一位少年英雄刘文学的故乡，又是远近闻名的“龙舟之乡”、“麸醋之乡”。土地面积130平方公里，辖15个村，2个社区，总人口近8.5万人。

## 行政区划
云门街道下辖以下地区：
云龙社区、天星社区、双江村、铁家村、龙塘村、凤林村、棕林村、阳彪村、天神村、大碑村、石簸村、花朝村、庆福村、冠山村、任沟村、天龙村、吉福村。
其中雲龍社區、鐵家村、龍塘村、鳳林村、棕林村原屬雲門鄉；雙江村、陽彪村、天神村原屬渠嘉鄉；大碑村、石簸村、花朝村原屬天星鄉；慶福村、冠山村、任溝村、吉福村原屬高龍鄉；天龍村原屬蒲溪鄉。

## 沿革[4]

### 雲門鎮沿革
- 清代為明月里雲門鎮，光緒三十二年屬雲渠鎮。
- 1952年7月，分雲門置建設鄉、涼水鄉。1956年1月，原建設、涼水鄉併入雲門鄉。
- 1958年9月，改置雲門公社。
- 1965年3月，雲門公社分出街區恢復雲門鎮。
- 1968年，雲門公社改名衛東公社。
- 1985年2月，雲門鄉併入雲門鎮。 轄棕水、杉樹、龍塘、三合、石門、黃庵、鐵家、蘇橋、棕林、雙眼、灘垴、鳳林、七樹13個村。
- 1993年12月20日，渠嘉鄉併入雲門鎮。
- 2001年6月5日，將原天星鎮所轄大碑、邊山、團房、雙橋、長河、會橋、白玉7個村委會，1個居委會，面積17.59平方公里，11462人（其中非農業人口1060人），劃歸雲門鎮管轄，雲門鎮共轄27個村委會，6個居委會，總面積75.42平方公里，總人口51115人，其中非農業人口6253人。雲門鎮政府駐雲門。
- 2005年4月19日，撤銷高龍鎮，雲門鎮：管轄原雲門鎮、高龍鎮所屬行政區域，轄31個村民委員會、7個居民委員會，幅員面積134.21平方公里。鎮政府駐雲龍街。
- 2009年12月31日，撤銷雲門鎮設雲門街道：轄原雲門鎮行政區域。調整後，幅員面積129.89平方公里，轄15個村、1個社區。街道辦事處駐雲龍街103號（原雲門鎮政府駐地）。

### 渠嘉鄉沿革
位於縣境中部。地處渠江、嘉陵江交匯處，故名渠嘉。駐地白沙壩，距縣城15公里。面積20.90平方公里。轄白沙、陽彪、木牌、雙江、天神、丈八、土門7個村。清代為白砂壩，屬雲渠鎮；民國20年，改北砂鎮；民國21年，改渠嘉鎮；民國28年，雲門、渠嘉合併為雲渠鎮；民國30年，仍置渠嘉鄉；1968年，改名立新；1993年併入雲門鎮。

### 高龍鎮沿革
位於縣境中部。面積33平方公里。轄太平、吉福、王家、青山、任溝、水碓、石寨、慶福、大桐、插旗、冠山、道子12個村。駐地太平場，距縣城26公里。原名太平場，民國置太平鎮，民國30年，改太平鄉；1953年8月29日分太平鄉置馬鞍鄉；1956年1月，馬鞍鄉併入太平鄉。文革時改名火炬。1981年因重名以境內有古地名高龍場改高龍；1993年改高龍鎮；2001年6月5日，將原天星鎮所轄腰帶、石簸、花朝、天龍、郎灘、石堡、箭頭、林庵、茅嶺、龍灣10個村委會，面積25.33平方公里，15247人，劃歸高龍鎮管轄，高龍鎮共轄22個村委會，1個居委會，總面積58.79平方公里，總人口36458人，其中非農業人口3671人。高龍鎮政府駐太平場。2005年4月19日，撤銷併入雲門鎮。

### 天星鎮沿革
位於縣境中部。面積24.5平方公里。設一個居民委員會。 轄大碑、邊山、會橋、白玉、腰帶、石簸、花朝、長河、團房9個村。以駐地天星橋得名，距縣城17公里。相傳，此地河溝中有巨石如燈，人稱「天星燈」。為使燈油不竭，需修橋或築堰以蓄「油(溪水)」。人們遂集資修橋「蓄油」，故名天星橋。文革時改名紅星，1993年12月，蒲溪鄉併入置天星鎮；2001年6月5日，分入雲門鎮、高龍鎮。

### 蒲溪鄉沿革
位於縣境中部。面積18平方公里。轄天龍、朗灘、石屋、箭頭、林庵、茅嶺、龍灣、雙橋8個村。駐地蒲溪場，距縣城29公里。因此地有一溪溝，盛長蒲草。故名。清代為蒲溪場，民國為蒲溪鎮，30年改鄉；文革時改名永紅，1993年併入天星鎮。